# Pandacerus aethiopicus
Pandacerus aethiopicus är en insektsart som beskrevs av Webb 1976. Pandacerus aethiopicus ingår i släktet Pandacerus och familjen dvärgstritar. Inga underarter finns listade i Catalogue of Life.